# Vitbukig näktergal
Vitbukig näktergal (Luscinia phaenicuroides) är en asiatisk fågel i familjen flugsnappare inom ordningen tättingar. Tidigare behandlades den som en avvikande rödstjärt men förs numera oftast till näktergalssläktet Luscinia efter genetiska studier.

## Kännetecken

### Utseende
Vitbukig näktergal är en 18 cm lång fågel med lång avsmalnad stjärt som den ofta håller rest och spridd. Hanen är skifferfärgad ovan med vit buk och vita fläckar på lillvingen, medan honan är brunfärgad med vit strupe och buk. Både hane och hona har rostfärgade sidor på stjärten.

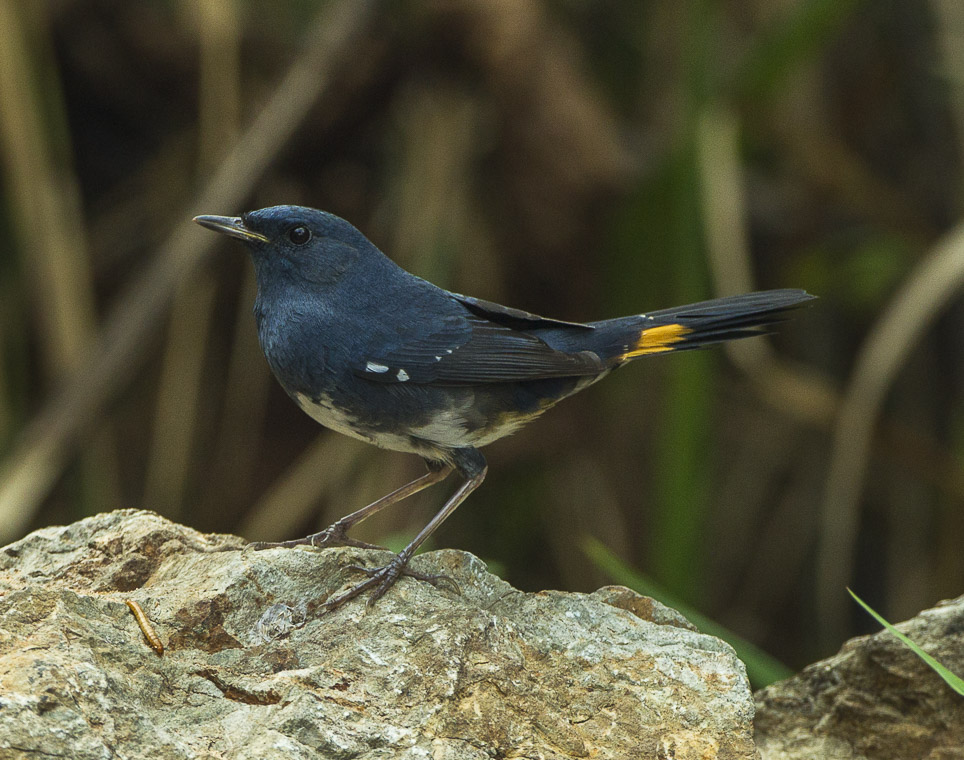
Hane.

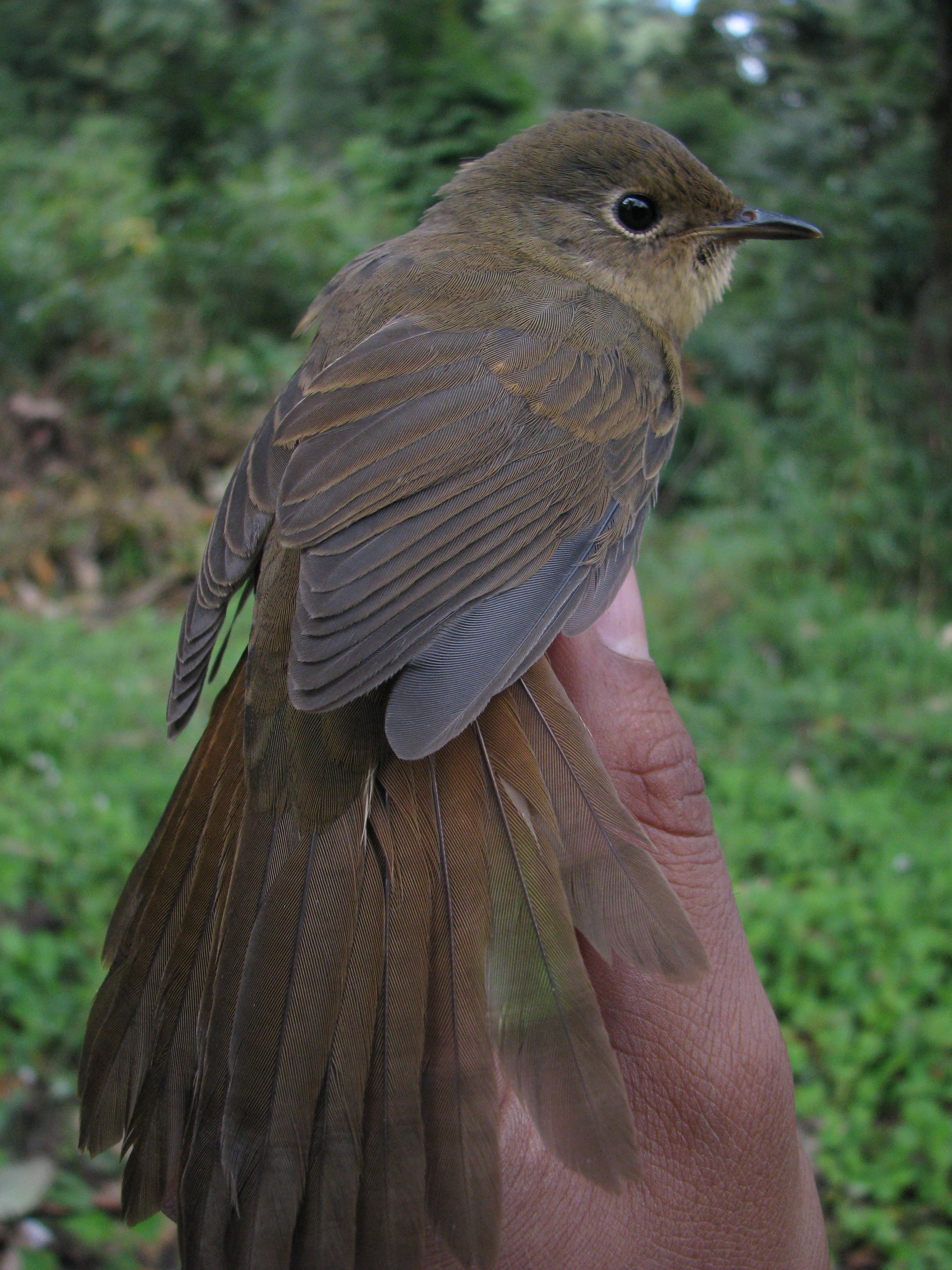
Hona.

### Läten
Sången består av tre till fyra visslingar, med andra tonen stigande och fallande och sista tonen lägre. Bland lätena hörs dämpade "tuk" och raspiga "chack".

## Utbredning och systematik
Vitbukig näktergal förekommer i södra Asien. Den delas upp i två underarter med följande utbredning:
- Luscinia phaenicuroides phaenicuroides – förekommer i Himalaya, från Pakistan till sydöstra Tibet, sydvästra Kina och norra Myanmar
- Luscinia phaenicuroides ichangensis – häckar i Himalaya i västra Kina och övervintrar till norra Vietnam och Laos

### Släktestillhörighet
Arten betraktades tidigare som en avvikande rödstjärt (med det svenska namnet vitbukig rödstjärt) och placerades som ensam art i släktet Hodgsonius. Flera genetiska studier visar dock att den står nära blåhaken, näktergalen och sydnäktergalen. Dessa tre placeras vanligen i släktet Luscinia, varför vitbukig näktergal numera oftast förs dit.

### Familjetillhörighet
Vitbukig näktergal ansågs fram tills nyligen (liksom bland andra buskskvättor, stentrastar, rödstjärtar) vara små trastar. DNA-studier visar dock att de är marklevande flugsnappare (Muscicapidae) och förs därför numera till den familjen.

## Levnadssätt
Vitbukig näktergal häckar i subalpina buskmarker och övervintrar på lägre nivå i skogskanter och tät undervegetation. Fågeln lever av insekter och bär som den oftast födosöker efter på marken, där den ses resa stjärten och sprida ut den eller springa fram i korta ruscher.

### Häckning
Arten häckar från mars till juli och lägger flera kullar. Den bygger ett djupt skålformat bo av gräs, döda löv, rötter och rotstammar. I boet som placeras på marken eller lågt i en buske lägger den två till fyra mörkblå till djupt blågröna ägg.

## Status och hot
Arten har ett stort utbredningsområde och en stabil population. Utifrån dessa kriterier kategoriserar IUCN arten som livskraftig (LC). Världspopulationen har inte uppskattats, men den beskrivs som vida spridd och relativt vanlig i Himalaya, sällsynt till ovanlig i Myanmar, norra Laos och norra Vietnam och upp till 100.000 häckande par i Kina.

## Namn
Det tidigare släktesnamnet Hodgsonius hedrar Brian Houghton Hodgson (1800-1894), engelsk diplomat, etnolog och naturforskare boende i Nepal 1833-1844. Tidigare stavades det vetenskapliga namnet phoenicuroides, men det korrekta är phaenicuroides. Arten kallades på svenska tidigare vitbukig rödstjärt men blev tilldelat nytt namn efter genetiska studier.